# Cornel Constantin Ciomâzga
Cornel Constantin Ciomâzga (n. 28 martie 1956) este un jurnalist și scriitor român contemporan. A debutat sub pseudonimul Cornel Cupsa. Este căsătorit și are doi copii.

## Carieră
A studiat regie de teatru și film, apoi a continuat cu studii de psihologie și teologie. În 1990 a fost redactor la Zig-Zag, săptămânalul cu cel mai mare tiraj postrevoluționar, apoi redactor la săptămânalul Tinerama. În 1991 a a devenit redactor-șef al primului post de radio particular din România, Fun-Radio. Între 1992 și 1996 a fost director general la Radio Tinerama. Între 1992 și 2002 a fost director general și fondator al societății Romanian Advertising Media. Între 1993 și 2003 a fost președintele Asociației Jurnaliștilor Europeni — filiala România. A fost profesor la facultatea de Jurnalistică din București. În 2001 a realizat primul curs de psihologie creștin-ortodoxă. În 1990 a realizat primul format de emisiune talk-show din România, urmând realizarea a peste 200 de emisiuni de talk-show radiofonic cu cele mai importante personalități ale vremii.

## Publicații
Între anii 1980–1990 publică tablete satirice, eseuri și versuri în presa vremii. În 2000 a realizat filmul documentar Semne, vorbind pentru prima dată despre moaștele preotului Ilie Lăcătușu. În 2002, odată cu retragerea sa în chiliile unor mânăstiri, a publicat cartea Lucrarea.

## Premii
- Premiul „Marconi” pentru activitatea publicistică;
- Premiul Asociației Jurnaliștilor Europeni;
- Premiul Fundației „Secolul XXI”;
- Premiul Asociației „21 Decembrie”;
- Premiul Comitetului Național Român pentru UNICEF.